# Raúl Broglia
Raúl Broglia (n. 14 de marzo de 1950, en Rosario, Provincia de Santa Fe, Argentina) es un abogado, que fue presidente del Club Atlético Rosario Central desde 2014 hasta 2018. Perteneciente a la agrupación Canallas Unidos, ganó las elecciones en octubre de 2014, luego de la salida del presidente anterior Norberto Speciale, con un total del 72% de los votos.
En 1973, con sólo 22 años, fue elegido como concejal de la ciudad de Rosario, representando al partido Unión Popular. Su labor legislativa se vio interrumpida tras el Golpe de Estado de 1976.